# کواب (شاهزاده)
کواب (به انگلیسی: Kawab) شاهزاده‌ای در دودمان چهارم مصر و پسر فرعون خوفو و شهبانو مریتیتس یکم بود. او یکی از وزیران ارشد دربار پدرش نیز بود.

## زندگی‌نامه
کواب با خواهرش حتپ‌حرس دوم ازدواج کرد و از این ازدواج فرزندان زیادی حاصل شد. سنگ‌نبشته‌ای یافت شده در مصطبهای که در اصل برای حتپ‌حرس دوم ساخته شده بوده، ولی به دخترش مرس‌عنخ سوم داده می‌شود، کواب را به عنوان پدر مره‌سانخ معرفی می‌کند.
مشخص نیست که آیا کواب هرگز لقب "شاهزاده تاج" را بر خود داشته یا نه. از القاب او پسر شاه از بدنش بوده که برای تمایز بخشیدن و احترام به او به کار می‌رفته و هم می‌توانسته به این معنی باشد که او فرزند خوفو از شهبانوی اصلیش بوده.
جایگاه مهم کواب در دوران خود در نشان و القاب او نمایان است و نشان می‌دهند که او وزیر ارشد دربار خوفو بوده.

## آرامگاه

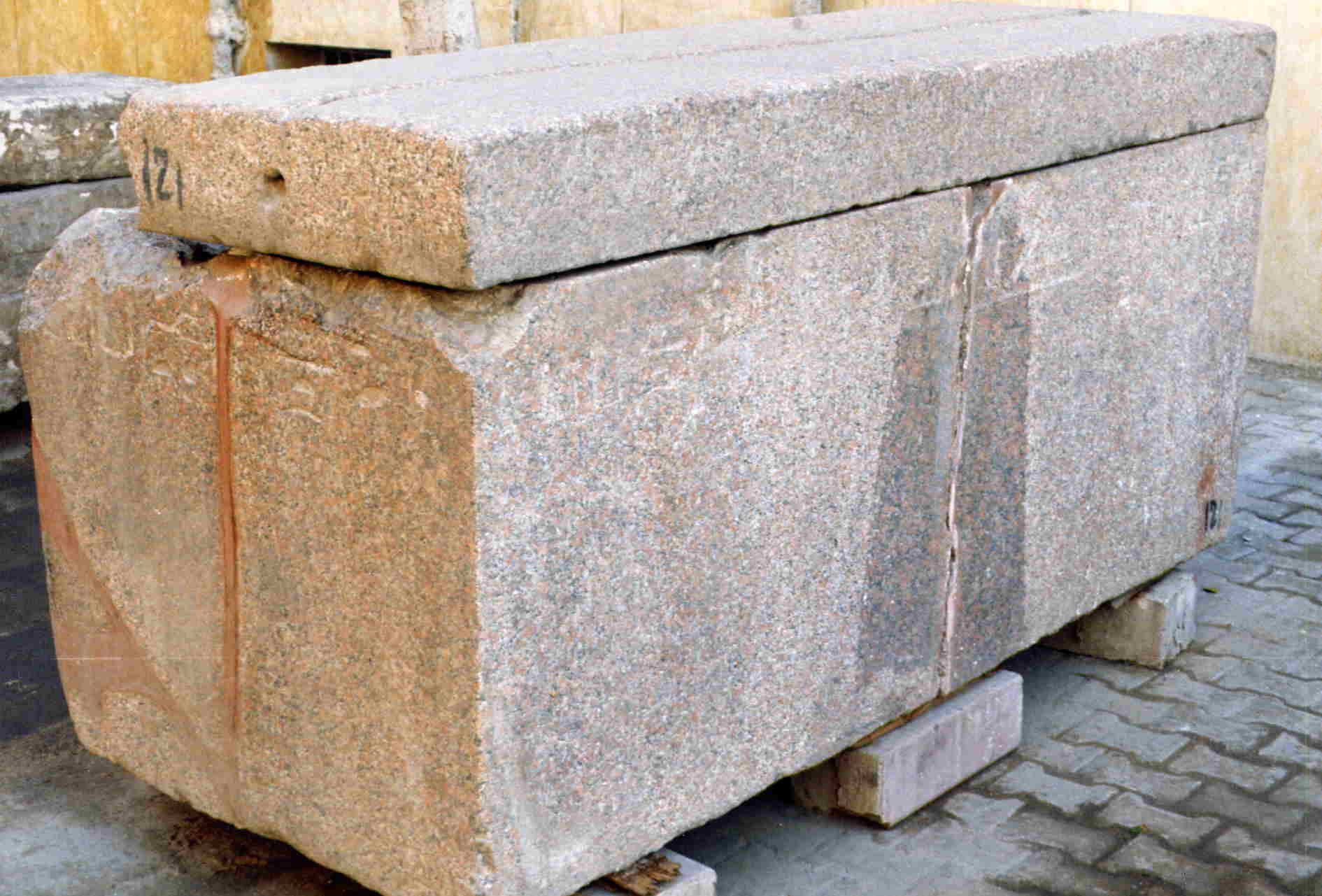
تابوت سنگی کواب در موزه قاهره

کواب پیش از همسر و پدرش در می‌گذرد. مصطبه او در نزدیکی مجموعه اهرام جیزه یافت شده. در این مصطبه عملیات ساختمانی برای ساخت اتاقی خاکسپاری برای همسرش حتپ‌حرس دوم آغاز شده ولی هیچ گاه به پایان نرسیده بوده. حتپ‌حرس پس از مرگ همسرش سال‌ها زندگی کرد و برای خود آرامگاه دیگری برگزید.
از کواب پس از مرگش به نیکی یاد شد. سده‌ها پس از او در دودمان نوزدهم، شاهزاده خائم‌وست، پسر رامسس دوم، به بازسازی یکی از تندیس‌های او در معبد ممفیس پرداخت.